# Catedral de la Sagrada Familia (Banjarmasin)
La Catedral de la Sagrada Familia (en indonesio: Gereja Katedral Keluarga Kudus) es el nombre que recibe un edificio religioso de la Iglesia Católica que se encuentra ubicado en la provincia de Kalimantan del Sur en el país asiático de Indonesia.
Fue construida sobre la base de los planes del arquitecto Roestenhurg en un estilo neogótico .
La catedral fue consagrada 28 de junio de 1931 y sigue el rito romano o latino. Funciona como la catedral de la diócesis de Banjarmasin (Dioecesis Bangiarmasinus o Keuskupan Banjarmasin) que fue creada en 1961 mediante la bula "Quod Christus" del Papa Juan XXIII.